# EPITA
Trường EPITA, tên đầy đủ là École pour l' informatique et les'techniques avancées (Trường cho máy tính và kỹ thuật tiên tiến), là một trong 3 phân khoa (Grandes Écoles) của IONIS Education Group tại (Pháp).
EPITA là trường đầu tiên về tin học và toán ứng dụng của Pháp, tiên phong trong lĩnh vực xử lý thông tin.